# دراگوچاینا
دراگوچاینا (به اسلونیایی: Dragočajna) (به آلمانی: Dragotschein) روستایی توریستی در شمال شهر اسملدینک اسلوونی در کنار رودخانه ساووا واقع است . کمپ برهنگی اسملدینک در غرب دراگوچاینا قرار دارد.